# Chiesa di San Tommaso (Lodi)
La chiesa di San Tommaso è una chiesa sconsacrata sita nel centro storico della città italiana di Lodi.

## Storia
Le origini della chiesa parrocchiale di San Tommaso risalgono all'antica Lodi. Dopo la distruzione della città ad opera dei milanesi e la fondazione della nuova Lodi nel 1158, la chiesa di San Tommaso, al pari di altre chiese, venne ricostruita nella nuova città per iniziativa del vescovo Lanfranco da Cassino. Dal 1173 risulta essere rettoria.
Beneficiata da diverse famiglie nobili lodigiane (Cadamosto, Leccami, Maldotti), fu poi concessa in commenda ad alcuni cardinali, fra cui Federico Cesi.
Nel 1579 la chiesa parrocchiale di San Michele venne destinata ad ospitare il seminario diocesano; la parrocchia di San Michele venne pertanto soppressa, e il suo territorio aggregato alla parrocchia di San Tommaso. Tuttavia già nel 1582, essendosi constatata l'insufficienza degli spazi di San Michele, il seminario venne trasferito a San Tommaso, e la parrocchia di San Tommaso venne a sua volta trasferita a San Michele.
La chiesa e il seminario vennero soppressi nel 1786, durante l'epoca delle soppressioni giuseppine, e ripristinati nel 1791 dal nuovo imperatore Leopoldo II. Vennero nuovamente soppressi nel 1798, durante il periodo napoleonico, e nuovamente ripristinati sotto il Regno Italico.
Nel Novecento la chiesa di San Tommaso venne sconsacrata e destinata a biblioteca del seminario.

## Caratteristiche
La chiesa è posta all'angolo fra via Volturno e via XX Settembre, con la facciata prospettante su quest'ultima.
Si presenta nella veste architettonica assunta dopo la ricostruzione del 1589; pregevole il campanile quattrocentesco fatto costruire dal conte Lorenzo Mozzanica, a cui si deve anche la ricostruzione del palazzo di famiglia, posto proprio di fronte alla chiesa.
All'interno vi si conservavano due dipinti di un certo interesse: un Transito di Maria Vergine, forse di Martino Piazza, e una Deposizione cinquecentesca di scuola cremonese.

### Fonti
- Alessandro Ciseri, Giardino istorico lodigiano, Lodi, Lodigraf, 1990  [1732],  pp. 123-124, ISBN 88-7121-062-X.
- Giovanni Agnelli, Lodi ed il suo territorio nella storia, nella geografia e nell'arte, Lodi, Lodigraf, 1990  [1917],  pp. 237-238, ISBN 88-7121-046-8.

### Testi di approfondimento
- Carlo Guastoldi, Il Seminario vescovile di Lodi 1575-1975. Notizie storiche, Lodi, Lodigraf, 1975, ISBN non esistente, SBN MIL0590281.